# Tetrastigma clementis
Tetrastigma clementis är en vinväxtart som beskrevs av Merrill. Tetrastigma clementis ingår i släktet Tetrastigma och familjen vinväxter. Inga underarter finns listade i Catalogue of Life.